# زقزاق ثلجي
زقزاق ثلجي (الاسم العلمي:Charadrius nivosus) هو نوع من الطيور يتبع جنس الزقزاق من فصيلة الزقزاقية.